# پیرو کامپلی

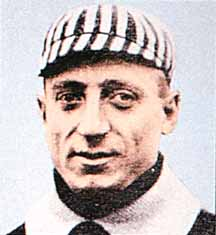
پیرو کامپلی

پیرو کامپلی (به ایتالیایی: Piero Campelli) بازیکن فوتبال و اهل ایتالیا است که از سال ۱۹۱۲ میلادی عضو تیم ملی فوتبال ایتالیا بوده و در ۱۱ بازی ملی حضور داشته‌است. او در بازی‌های ملی‌اش گلی به ثمر نرساند.
پیرو کامپلی آخرین بازی ملی خود را در سال ۱۹۲۰ میلادی انجام داد.